# 杨陵南站
杨陵南站位于中华人民共和国陕西省咸阳市杨陵区揉谷镇法禧村，是徐兰客运专线中段西宝客运专线上的高铁站，于2013年12月28日投入使用，由西安铁路局西安站管辖。

## 車站周邊
- 锦江之星酒店 杨凌高铁站店
- 汉庭酒店 杨凌高铁站店
- 西宝高速公路
- 杨凌关天医院
- 杨凌水上体育运动中心
- 陕西医科学校
- 杨凌综合交通枢纽

## 歷史
- 2013年12月28日通车启用。

### 旅客列车目的地
截至2017年7月，杨陵南站每天接发超过50班图定旅客列车。
| 所属路局       | 站点 |
| -------------- | --- |
| 北京铁路局     | 北京西、保定东、石家庄、高碑店东、邢台东、邯郸东                                                               |
| 成都铁路局     | |
| 广州铁路集团   | 广州南、长沙南、郴州西、韶关、衡阳东、英德西                                                                   |
| 哈尔滨铁路局   | |
| 呼和浩特铁路局 | |
| 济南铁路局     | 济南西、泰安、滕州东、曲阜东                                                                                   |
| 昆明铁路局     | |
| 兰州铁路局     | 天水南、秦安、兰州西、定西北、通渭                                                                             |
| 南昌铁路局     | |
| 南宁铁路局     | |
| 青藏铁路公司   | 民和南、海东、西宁、民乐、张掖西、酒泉南、嘉峪关南、高台南                                                     |
| 上海铁路局     | |
| 沈阳铁路局     | |
| 太原铁路局     | 太原南、永济北、闻喜西、襄汾西、侯马西、临汾西、洪洞西、霍州东、灵石东、平遥古城、晋中、运城北、太谷西         |
| 乌鲁木齐铁路局 | |
| 武汉铁路局     | 武汉、驻马店西、咸宁北、信阳东、孝感北、明港东                                                                 |
| 西安铁路局     | 宝鸡南、岐山、西安北、咸阳秦都、渭南北、大荔、华山北、黄陵南、延安                                             |
| 郑州铁路局     | 商丘、郑州东、灵宝西、三门峡南、渑池南、洛阳龙门、巩义南、郑州西、郑州、开封北、兰考南、永城北、砀山南、许昌东 |

## 交通配套

### 公共汽车
- 1路，杨陵南站←→西农大北校区；
- 7路，杨陵南站←→西农大北校区；
- 2路，杨陵南站←→下北杨；
- 3路，杨陵南站←→大寨社区；
- 5路，杨陵南站←→小灵山；
- 201路，杨陵南站←→哑柏汽车站。

## 事件
2018年5月1日下午6时35分，一名罗姓男子赶到杨陵南站，准备乘坐D2569次开往兰州西站的列车。在男子赶到车站时，该列车已停止检票，检票员建议男子改签车票，但男子认为列车仍未发车，应该让他进入站台乘车，而检票员拒绝男子通过闸机。随后检票员与男子发生争执。在男子突然翻越闸机护栏，准备强行通过闸机到站台后，遭到检票员的阻拦，两人发生拉扯和推搡。同时男子还对检票员进行辱骂，并在推搡过程中造成检票员右臂软组织损伤。车站工作人员随即联系警务人员，在民警赶到时，男子正准备进入站台通道，遭到民警制止，但男子拒不配合，于是民警强制将男子口头传唤至车站警务室。在带到车站警务室后，男子情绪激动，还撒泼耍横对民警大骂，最终在民警的教育下认识到错误。男子因严重影响列车运行安全并扰乱车站治安秩序，被处以行政拘留7日的处罚，同时被列入“铁路失信黑名单"，180天内禁止乘坐火车。他因此成为首个被纳入“铁路失信黑名单”的旅客。

## 外部連結
- 中国铁路客户服务中心 （页面存档备份，存于）